# تورنتو (اوهایو)
تورنتو(به انگلیسی: Toronto) شهری در ایالت اوهایو کشور ایالات متحده آمریکا است که جمعیت آن در سرشماری سال ۲۰۱۰ میلادی، ۵٬۰۹۱ نفر بوده‌است.